# Schwammkäfer

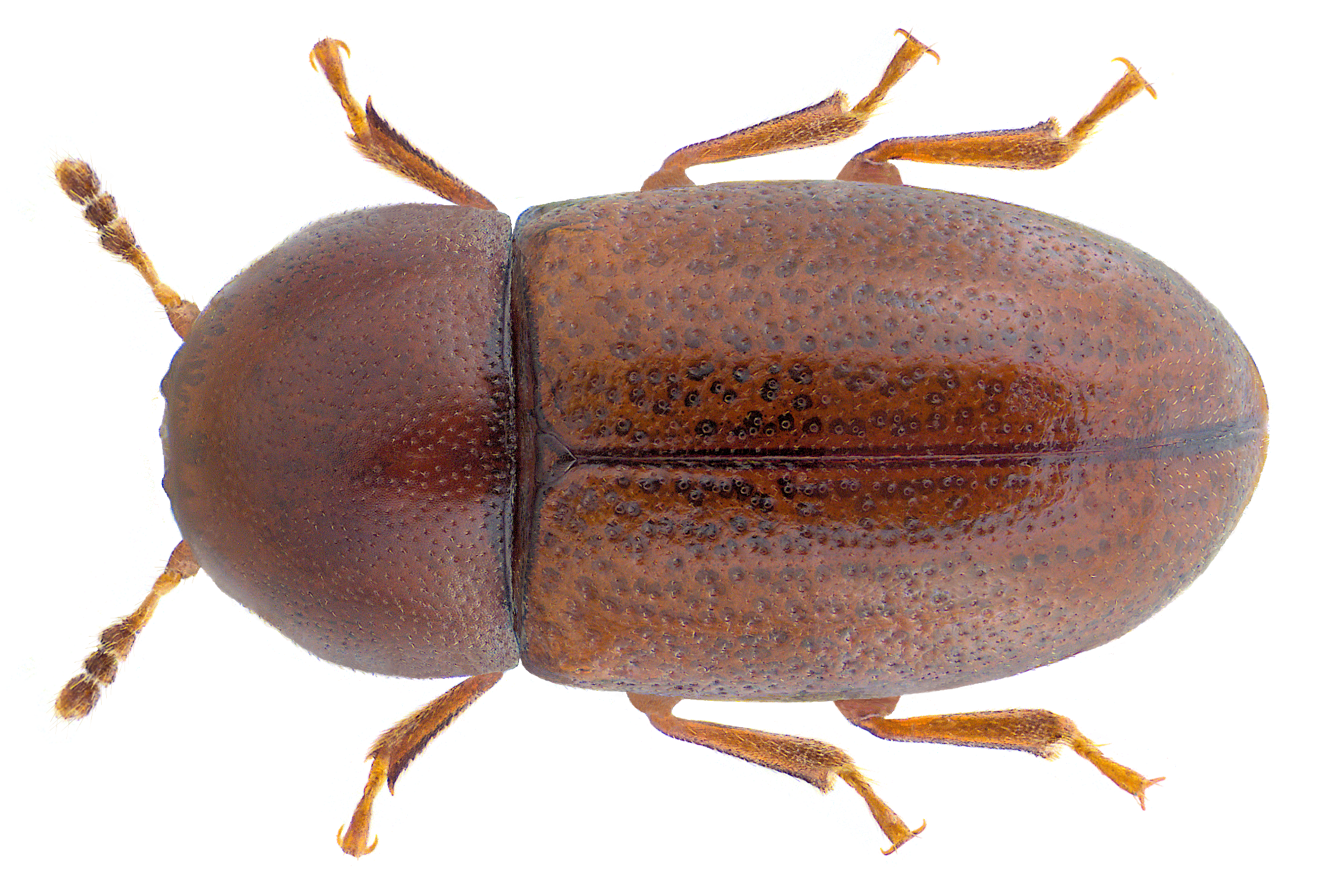
Cis castaneus, 1,6 – 2,2 Millimeter

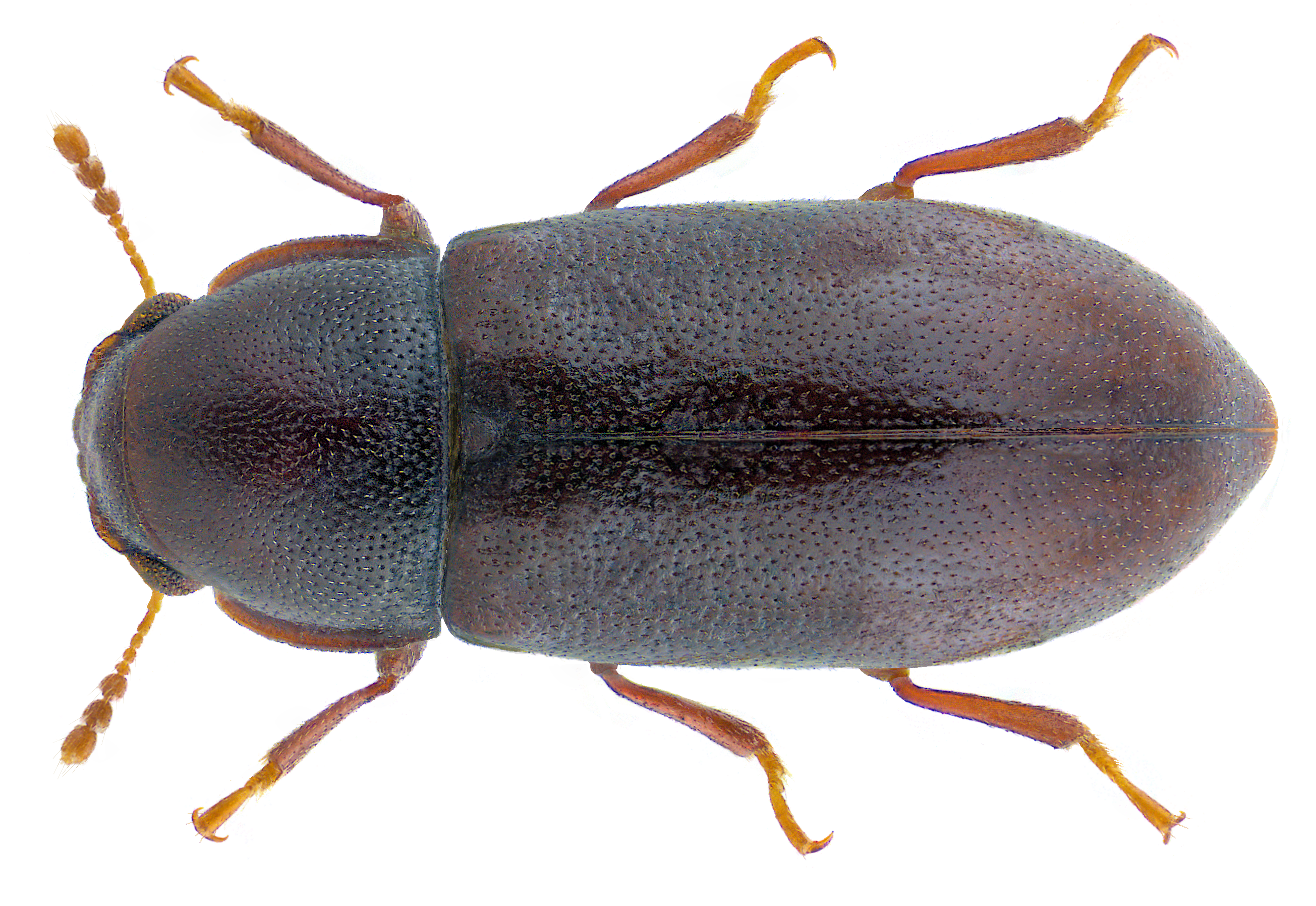
Orthocis alni, 1,8 – 2,9 Millimeter

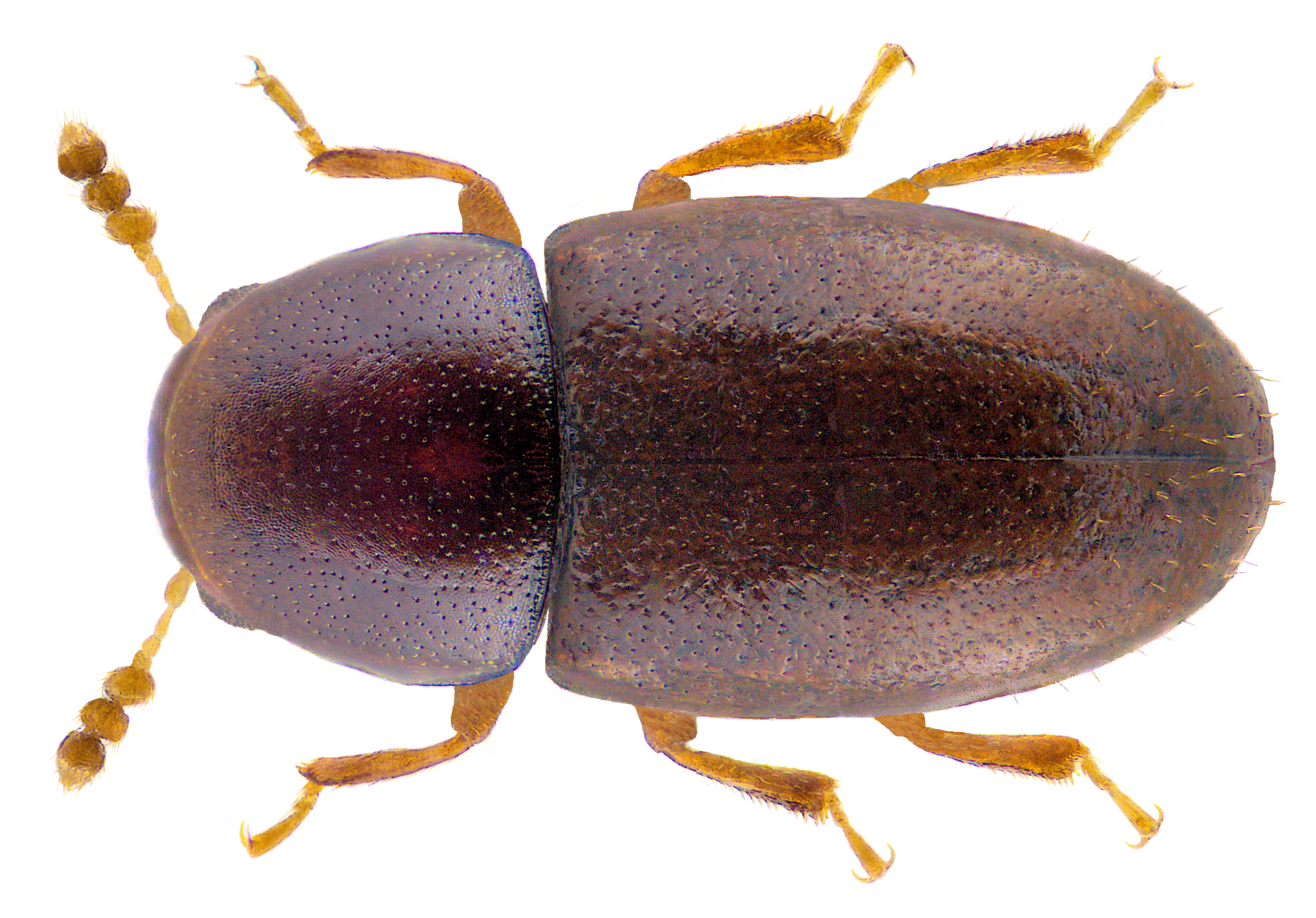
Octotemnus glabriculus, 1,5 – 1,8 Millimeter

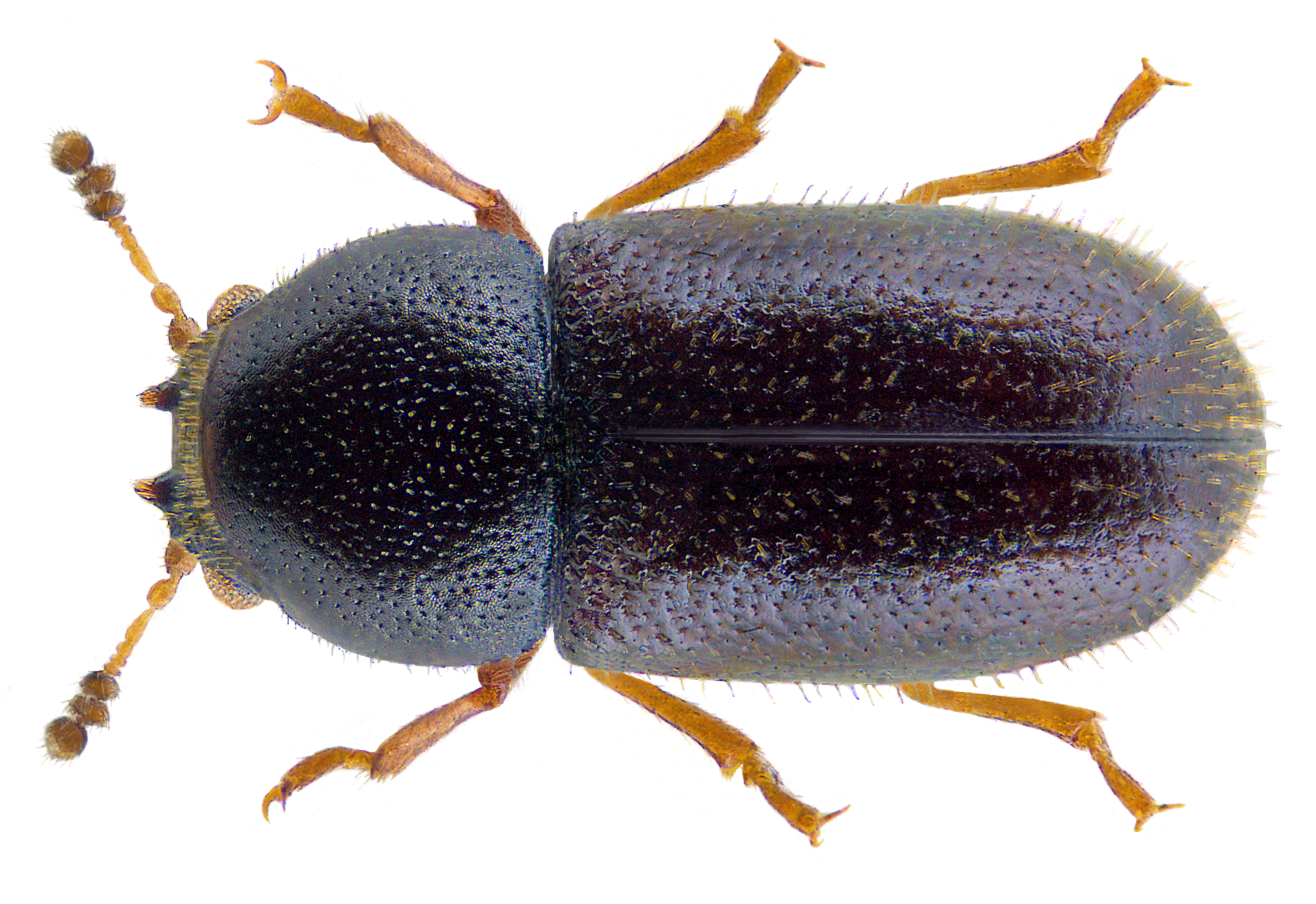
Sulcacis nitidus ehemals affinis, 1,5 – 2 Millimeter

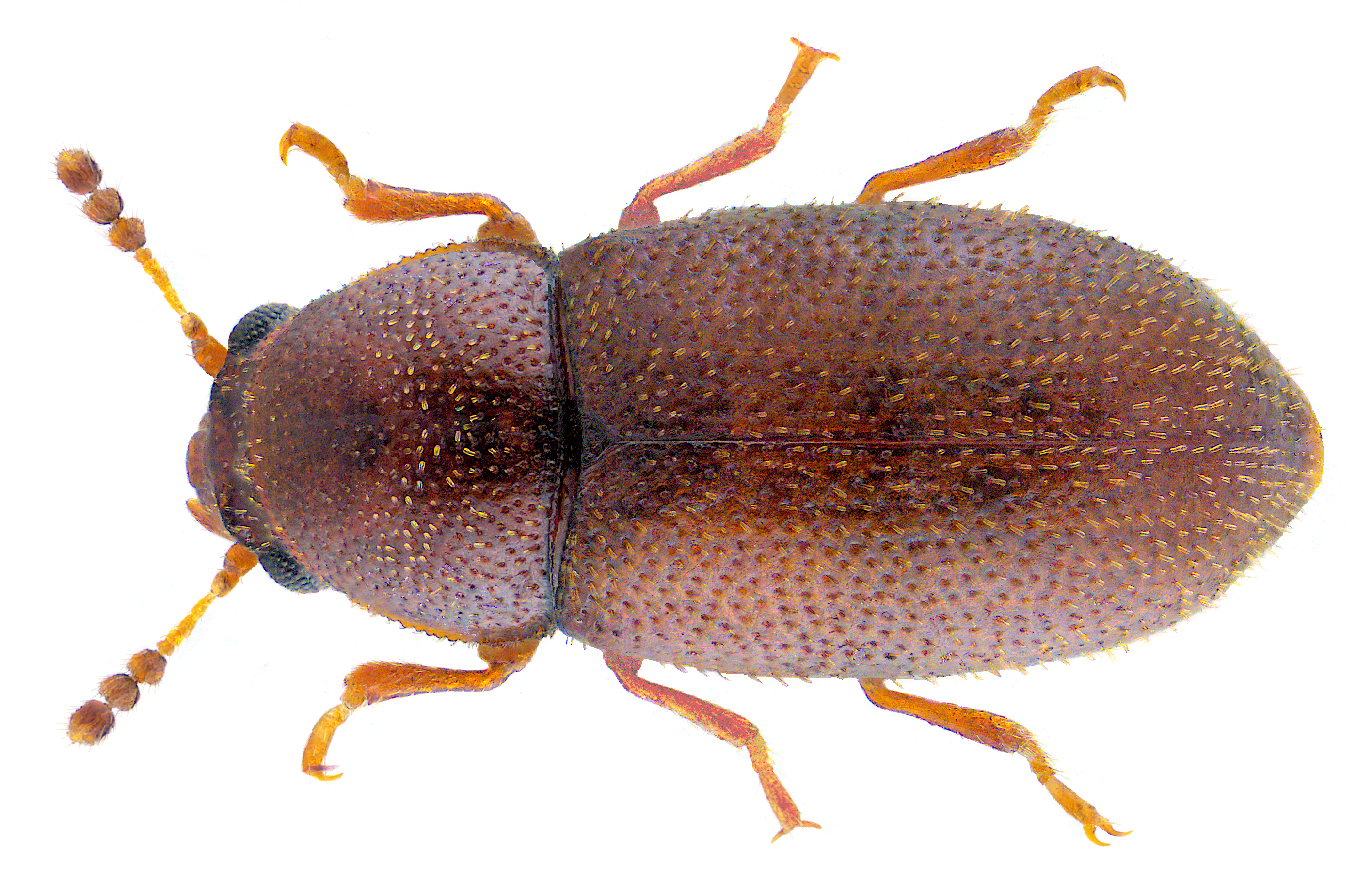
Ennearthron cornutum, 1,4 – 2 Millimeter

Die Schwammkäfer (Ciidae, früher Cisidae) bilden eine weltweit verbreitete Familie der Käfer, die zusammen mit 28 weiteren Käferfamilien zur Überfamilie der Tenebrionoidea gerechnet wird. Die Familie ist innerhalb Europas relativ artenarm und bezüglich Bau und Biologie ziemlich einheitlich. Weltweit sind derzeit etwa 600 Arten in 40 Gattungen beschrieben, es wird jedoch geschätzt, dass es noch Hunderte unbeschriebener Arten gibt, hauptsächlich aus Asien sowie aus Mittel- und Südamerika.

## Bemerkungen zum Namen und Synonymen
Die Schwammkäfer leben überwiegend in den Fruchtkörpern von Pilzen an Bäumen. Diese werden auch Baumschwämme genannt, die Ciidae auch Hartpilzkäfer oder Baumschwammfresser (nicht zu verwechseln mit den Baumschwammkäfern). Der wissenschaftliche Name der Familie ist vom Gattungsnamen Cis abgeleitet, die meisten Arten der Familie gehören zur Gattung Cis. Cis ist von altgriechisch κις kis, deutsch ‚Holzwurm‘ abgeleitet. Auch zahlreiche Gattungsnamen innerhalb der Familie enthalten als Stamm die Silbe -cis-.
Als Familie werden die Ciidae als Cisidae bereits 1819 in einem englischen Buch von Samouelle nach Manuskripten von Leach eingestuft. Deswegen wird als Autor der Familie ausführlich Leach 1819 in Samouelle angeführt, allerdings meist in Verbindung mit dem Familiennamen in der Schreibweise Ciidae. Wollaston benutzt 1854 die Schreibweise Cissidae, Gistel 1856 die Schreibweise Cioidae. Die Schreibweise Ciidae wird erstmals 1857 von Marseul benutzt. Marseul vermerkt direkt hinter dem Namen Ciidae die Kürzel Mll Soc 49. 213. Nach dem von Marseul selbst erklärten Abkürzungssystem stehen die Kürzel für Mellié in Annales de la Société de France, Jahrgang 1849, S. 213. Aus dem Kontext geht hervor, dass es sich um den Jahrgang 1848 handelt. Im entsprechenden Artikel definiert Mellié verschiedene Gattungen der Familie, benennt die Familie selbst aber nicht und betont ausdrücklich, dass er sich zur Familienzugehörigkeit nicht äußern möchte. Er erklärt « je ne m'occuperai pas ici de savoir, à quelle place le(s) genre(s) […] devront être rangé(s) » (deutsch: „Ich bemühe mich hier nicht zu wissen, wo die Gattung(en) […] eingeordnet werden soll(en)“). Die Schreibweise des Familiennamens übernimmt Marseul also nicht von Mellié.
Inwieweit die Schreibweisen Cisidae, Cissidae, Ciidae und Cioidae auf Druckfehler, auf verschiedene Auffassungen über die sprachlich korrekte Ableitung des Familiennamens vom Gattungsnamen oder auf eine gewollte Änderung wegen einer neuen Abgrenzung der Zugehörigkeit zur Familie zurückzuführen ist, lässt sich auf Grund der hier aufgeführten Quellen nicht entscheiden. Wenn man den Familiennamen vom Wortstamm ki der Genitivform kios zum Wort kis ableitet, ist die Schreibweise Ciidae korrekt. Im deutschsprachigen Raum wird traditionell der Begriff Cisidae benutzt, wie es auch der Prioritätsregel entspricht. In älteren Schriften sind die drei Schreibweisen Cisidae, Cioidae und Ciidae ziemlich gleich häufig vertreten, in der Biodiversity Heritage Library liegen die Treffer für alle drei Namen zwischen 419 und 470. Aber mit der auch in Wikipedia benutzten Systematik der Käfer setzt sich in der neueren Literatur die Schreibweise Ciidae durch. Als weitere Synonyme werden Cissidae, Orophyidae und Octotemnidae genannt, sie sind jedoch nicht gebräuchlich.

## Bemerkungen zur Geschichte von Abgrenzung und Einordnung der Familie
Die erste Art, die zur Familie gerechnet wird, beschreibt 1763 der Österreicher Scopoli unter dem Namen Dermestes boleti. Der Gattungsname Cis taucht erstmals 1796 bei Latreille auf, der die neue Gattung von der Gattung Dermestes abspaltet.
Leach teilt 1819 alle Käfer in vier Sektionen (entsprechend der Anzahl der Tarsenglieder) und insgesamt 53 Familien auf. Er stellt die Schwammkäfer als 39. Familie zwischen die ebenfalls von ihm aufgestellten Familien Bostrichidae und Mycetophagidae. Bei Leach umfasst die Familie neben der Gattung Cis zwei weitere Gattungen, die heute in andere Familien gestellt werden.
Die erste tragende Revision der Familie wird 1848 eingeleitet durch die französische Arbeit Monographie de l'ancien genre Cis des auteurs ‚Monographie der ehemaligen Gattung Cis verschiedener Autoren‘ von Mellié. Die Grundzüge dieser Monographie werden bereits 1847 in Form eines Briefes von Mellié in einer Sitzung der Entomologischen Gesellschaft von Frankreich verlesen und protokolliert. Die Monographie soll Mellié in seinem Bemühen helfen, Mitglied der Entomologischen Gesellschaft Frankreichs zu werden. In der Monographie sortiert Mellié Arten, die von verschiedenen Autoren zumindest zeitweise der Gattung Cis zugeordnet wurden, nach bisher nicht beachteten Merkmalen und trennt sie entsprechend in verschiedene Gattungen auf. Er beschreibt die Arten nach diesen Eigenschaften geordnet erneut und ausführlich, außerdem ergänzt er zahlreiche Erstbeschreibungen. Dabei verteilt er 93 Arten auf sieben Gattungen (Endekatomus, Xylographus, Rhopalodontus, Cis, Ennearthron mit der Untergattung Ceracis, Octotemnus und Orophius). Die Gattungen sind nahezu ausschließlich von ihm neu aufgestellt, lediglich den Namen Xylographus findet er (ohne Beschreibung) bereits in der Sammlung von Dejean und den Namen Orophius übernimmt er von Redtenbacher für einen Teil der von ihm 1847 unter dem Namen Octotemnus geplanten Gattung, die Redtenbacher inzwischen unter dem Namen Orophius publiziert hat. Zur Gattung Cis rechnet Mellié 62 Arten. Dreizehn Arten, die er nur aus Beschreibungen kennt, aber nicht selbst in den entsprechenden Sammlungen begutachten konnte, führt Mellié nur aufzählend als Anhang an.
1857 definiert Lacordaire die Familie Ciidae in der Schreibform Cissidae, in dem er alle Gattungen von Mellié übernimmt, die Untergattung Ceracis zur Gattung hochstuft und die Arten der Gattung Lyctus in die Familie eingliedert. Lyctus und Endecatomus (auch Hendecatomus geschrieben,) werden jedoch schon bald von Du Val als eigene Familie Lyctidae (heute Unterfamilie Lyctinae der Bohrkäfer) von den Ciidae abgetrennt.
Mit dieser Abgrenzung der Schwammkäfer veröffentlicht Abeille de Perrin 1874 eine Zusammenstellung der in Europa und um das Mittelmeer vorkommenden Ciidae. Da die Gattung Ceracis nicht in Europa vorkommt, und Orophius nur für eine Art aus Schweden benutzt wird, gehören die angeführten Arten zu den Gattungen Xylographus, Rhopalodontus, Cis, Ennearthron im engeren Sinn und Octotemnus. Perrin zerlegt die Art Cis alni von Mellié in fünf Arten (Cis alni, C. perrisi, C. coluber, C. lucasi und C. reflexicollis), fügt einige Arten anderer Autoren hinzu und beschreibt darüber hinaus sechs Arten neu, die im Gebiet vorkommen (Cis nitidicollis, C. libanicus, C. peyronis, Rhopalodopus baudueri, Ennearthron filum und E. reichei). In einer Ergänzung beschreibt Perrin eine siebte neue Art, Rhopalodopus camelus. So zählt Perrin für die Familie in Frankreich und ums Mittelmeer 52 Arten. Er stellt die Familie zwischen die Scolytidae und die Tomicidae. Beide Familien werden heute zu den Borkenkäfern gerechnet.
Der Katalog Europäischer Käfer zählt 1906 für die Ciidae 59 Arten in 7 Gattungen (ohne Endekatomos) auf. Weltweit führt Dalla Torre 1911 334 Arten in 20 Gattungen (ohne Endekatomos) an.
Dass damit die europäischen Arten der Familie annähernd vollständig bekannt sind, zeigen aktuellere Arbeiten. Rose findet 2012 für das kontinentale Frankreich und Korsika 53 Arten, darunter keine noch nicht beschriebene Art. Auch Reibnitz in seiner Arbeit über die Cisiden von Südwestdeutschland aus dem Jahr 1999 zählt nur 40 Arten auf, unter denen sich keine neuen Arten befinden. Im Unterschied zu Perrin und Mellié, die lediglich ausführlich die Imagines der Arten beschreiben, enthalten die Arbeiten von Rose und von Reibnitz eine Fülle von Daten zur Geschichte und Biologie der Familie und der Arten, beispielsweise die Wirtspilze. Reibnitz stützt sich auf ein engmaschiges Netz für die Funddaten, welches das Vorkommen in sechzehn Naturgroßräumen Südwestdeutschlands vergleichbar macht und die Funddaten unter neueren Gesichtspunkten auswertet, beispielsweise Bestandsdichten erfasst und Höhenverteilungen angibt.
Ein anderes Bild zeigen die Gattungen. Während Perrin seine 52 Arten in fünf Gattungen einteilt, ordnet Reibnitz den 40 Arten Südwestdeutschlands acht Gattungen zu, und Rose verteilt die 53 Arten Frankreichs auf dreizehn Gattungen. Dies ist darauf zurückzuführen, dass insbesondere in neuerer Zeit die weltweite Erfassung der Ciiden einen Aufschwung genommen hat. Lawrence beschreibt 1971 für Nordamerika (außer Mexiko) 84 Arten in zwölf Gattungen. Auch im asiatischen Raum, insbesondere Japan, werden zahlreiche neue Arten beschrieben. Durch das reiche Material werden traditionelle Gattungen (insbesondere Cis) aufgespalten, Unterfamilien eingeführt und auch die Abgrenzung gegenüber anderen Familien wieder diskutiert. Die Gattungen Rhipidandrus, Pterogenius und Sphindocis werden von manchen Autoren zur Familie gerechnet, von anderen nicht. Für die Welt gibt Lawrence 1971 etwa 550 Arten in vierzig Gattungen an, 2008 werden bereits 640 Arten angegeben. Es wird geschätzt, dass es insbesondere in Asien, Mittel- und Südamerika noch mehrere Hundert unbeschriebene Arten gibt.
2017 beschreibt Lawrence 75 Arten aus Australien, davon sind 56 Arten neu. Lawrence nennt die Arbeit vorläufig, da er bereits etwa fünfzig weitere unbeschriebene Arten ankündigt.
Die Einordnung der Familie innerhalb der Käfer erfolgte ursprünglich nach dem äußeren Bau der Käfer. Nach diesem wurde die Familie an verschiedenen Stellen innerhalb der Bostrichoidea eingeordnet. Später wurde die Familie zeitweise zu den Überfamilien Cucujoidea und Cleroidea eingeordnet, weil man sich einseitig am Bau der Larven, der Hautflügel oder der Geschlechtsorgane orientierte. Unter Berücksichtigung aller Merkmale scheint heute die Zugehörigkeit zu den Tenebrionoidea am wahrscheinlichsten. Innerhalb dieser Überfamilie gehören die Schwammkäfer zu den primitiveren Familien.

## Merkmale der Käfer
Da die Gattung Sphindocis in mehreren Merkmalen von den übrigen Ciidae abweicht, deswegen nicht von allen Autoren zur Familie gerechnet wird, und auch nicht in Europa vertreten ist, sind die Merkmale der Gattung im Folgenden nicht berücksichtigt.
Die Käfer haben eine mehr oder weniger zylindrische Form, kurz zylindrisch (in Aufsicht oval) bis länglich zylindrisch. Dies erleichtert ihnen die Fortbewegung in den Gängen im Innern der Pilze. Sie sind gewöhnlich klein bis sehr klein, maximal sechs Millimeter, meist zwei bis drei Millimeter, sie können aber auch nur etwa einen halben Millimeter lang sein. Sie haben mit ganz wenigen Ausnahmen unauffällige Farben von hellbraun bis schwarz. Die Tiere sind kahl oder abstehend beschuppt bis behaart.
Der Kopf ist zumindest etwas geneigt und schließt dicht an den Halsschild an. Die Fühler sind weit voneinander entfernt eingelenkt. Sie sind acht- bis zehngliedrig und enden in einer zwei- bis dreigliedrigen Keule. Die Glieder der Keule tragen mindestens vier Erhöhungen mit Sinneshaaren (en sensillifers, fr ampoules à trichoides). Die Augen sind rundlich und vorstehend. Der Kopfschild ist durch eine Naht abgesetzt. Die Oberkiefer sind kurz, breit mit zweizähniger Spitze. Die Kiefertaster sind viergliedrig, die Lippentaster dreigliedrig, beide enden mit einem zylindrischen bis spindelförmigen Glied.
Der Halsschild ist etwa gleich lang wie breit bis wenig breiter, an der Basis etwa so breit wie die Basis der Flügeldecken. Bei manchen Arten sind beim Männchen am Vorderrand des Halsschilds und/oder am Kopfschild zahn- oder hornförmige Fortsätze ausgebildet.
Die Flügeldecken haben schmale Epipleuren, die fast bis an die Flügelspitze reichen. Die Flügeldecken sind punktiert. In aller Regel sind die Punkte nicht in Reihen angeordnet. Die Aderung der Hautflügel ist reduziert. Selten fehlen die Hautflügel.
Die Vorderhüfthöhlen sind nach innen nicht geschlossen. Die Tarsen sind fast immer alle viergliedrig, nur wenige nordamerikanische Arten haben die Tarsenformel 3-3-3. Das Klauenglied ist stark vergrößert, länger als das erste bis dritte Glied gemeinsam. Die Klauen sind nicht gespalten oder gezähnt, sondern einfach. Der Trochanter trennt Hüfte und Schenkel vollständig.
Auf der Unterseite kann man am Hinterleib fünf Abdominalsternite unterscheiden. Alle fünf sind gegen die Nachbarsegmente beweglich. Das erste Abdominalsegment trägt beim Männchen häufig ein behaartes Organ zur Abgabe von Sexualhormonen. Es hat die Form eines Grübchens und sein Aussehen kann ein wichtiges Bestimmungsmerkmal sein.
Der männliche Geschlechtsapparat ist sehr charakteristisch ausgebildet. Die Parameren bilden eine gemeinsame, an den Längsseiten umgebogene, sklerotisierte Platte, die den Penis mehr oder weniger umschließt und mit der Penisbasis ein Gelenk bildet. Diese Platte wird im deutschsprachigen Raum Paramerenplatte genannt, bei Lawrence heißt sie Tegmen. Ihre Form unterscheidet sich bei den verschiedenen Arten sehr deutlich (zahlreiche Abbildungen bei Lawrence). Die sichere Trennung mancher Arten ist nur mit Hilfe der Betrachtung der Paramerenplatte möglich.
Weitere wichtige Bestimmungsmerkmale zur Unterteilung der Familie liefern auch der Abstand von Vorder-, Mittel- und Hinterhüften zueinander, das Verhältnis Länge zu Breite der Bruststernite, die Art und Weise, wie sich die Vorderbrust zwischen den Vorderhüften nach hinten ausbildet (Prosternalfortsatz), die Ausbildung des Seitenrands am Halsschild und die apikale Ausbildung der Vorderschienen.

## Merkmale der Larven
Auch die Larven sind recht einheitlich gebaut. Sie sind spärlich dünn und lang behaart. Die drei Brust- und neun Hinterleibssegmente sind annähernd gleich groß und ungefähr zylindrisch. Das letzte Abdominalsegment endet in zwei Fortsätzen und/oder trägt auf der Oberseite artcharakteristische Ausbildungen. Das zehnte Abdominalsegment ist zu einem Analfuß umgebildet. Die Atemöffnungen des achten Abdominalsegments sind klein und kreisförmig.
An jeder Kopfseite liegen gewöhnlich drei bis fünf Einzelaugen, in seltenen Fällen auch zwei, eines oder keines. Die Fühler sind sehr kurz, zweigliedrig, das Endglied ist mit einem langen Haar und einem sensorischen Anhang versehen. Die Kiefertaster sind dreigliedrig.
Die Beine sind kurz, die Hüften liegen relativ nahe beieinander. Jede Klaue trägt zwei Borsten.
Zur Bestimmung wird hauptsächlich die Form der Anhänge des letzten Körpersegments (Urogomphi) herangezogen, aber auch der unterschiedliche Grad der Sklerotisierung der letzten drei Körpersegmente.

## Biologie

### Lebensräume
Fast alle Arten leben und entwickeln sich im Innern der Fruchtkörper von Baumschwämmen. Es überwiegen bei weitem die Arten, die in zähen bis harten Fruchtkörpern leben gegenüber solchen Arten, die weichere Fruchtkörper bevorzugen. Einige Arten kommen auch in verpilzter Rinde oder verpilztem Holz vor. Wenige Arten werden an Orten gefunden, die auf den ersten Blick nichts mit Pilzen zu tun haben, etwa in den Bohrgängen von Borkenkäfern oder in den Reisigbündeln, die bei der Bewirtschaftung von Weinbergen als Abfall anfallen. Diese Arten ernähren sich vermutlich ebenfalls von Pilzmyzel, vielleicht von Schimmelpilzen, Rostpilzen oder Erregern des Mehltaus.
Gewöhnlich nutzt jede Käferart mehrere Pilzarten als Wirt, umgekehrt werden die Arten der Baumschwämme in der Regel von mehreren Arten von Schwammkäfern besiedelt. Beispielsweise wurden bei Moskau aus dem Zunderschwamm Fomes fomentarius unter 102 festgestellten Käferarten sechs Arten gezogen, die den Schwammkäfern angehören. Umgekehrt benutzt der Schwammkäfer Ennearthron cornutum zur Brut etwa dreißig verschiedene Pilzarten. Die Käfer zeigen bezüglich ihrer Wirte jedoch Präferenzen. Es haben sich verschiedene Gruppen von bevorzugten Wirten (en. host preference groups) herausgebildet.
In Nordamerika werden über 100 Pilzarten von Schwammkäfern als Wirte genutzt. Offensichtlich produzieren zumindest einige Arten der Schwammkäfer Pheromone, die Artgenossen, unabhängig vom Geschlecht, anlocken. So findet man gelegentlich über tausend Individuen einer Art in einem Fruchtkörper, auf benachbarten Fruchtkörpern jedoch kommen kaum Individuen der Art vor (Aggregation).
Es soll hier erwähnt werden, dass es auch andere Käferfamilien gibt, deren Arten sich vorwiegend in Pilzen entwickeln, beispielsweise die Baumschwammkäfer. Dies bringt schon der wissenschaftliche Name dieser Familie, Mycetophagidae, zum Ausdruck (von altgriechisch μύκης mýkes, deutsch ‚Pilz‘, und φάγος phágos, deutsch ‚Fresser‘).

### Ökologische Zusammenhänge
Gemäß ihrer Ansprüche an den Lebensraum ordnet man die Arten nach verschiedenen Gesichtspunkten.
Bezüglich der Temperatur gibt es einerseits Arten, die sowohl in warmer, als auch in kühler Umgebung gefunden werden (euryöke Arten, beispielsweise Cis boleti,) andrerseits Arten, die nur einen engen Temperaturbereich bevorzugen (stenöke Arten). Das Gleiche gilt für die Feuchtigkeit, Ennearthron cornutum bevorzugt beispielsweise trockenere Umgebung. Auch lässt sich für jede Art ein eigener Toleranzbereich für die Besonnung des Wirtspilzes feststellen.
Bezüglich der Spezialisierung auf Nahrungsquellen kann man drei Gruppen unterscheiden. Einmal gibt es Arten, die nur auf einer Pilzart gefunden werden (monophag, beispielsweise Rhopalodontus perforatus), die meisten Arten kommen auf wenigen Pilzarten vor (oligophag), dabei sind die Wirtspilze meist näher miteinander verwandt. Wenige Arten benutzen ein breites Spektrum an Wirtspilzen (polyphag, beispielsweise Ennearthron cornutum). In einer Veröffentlichung über Schwammkäfer im subtropischen Regenwald Südamerikas bei São Francisco de Paula werden vierzig Pilzarten aufgezählt. Von den darauf gefundenen 21 Arten der Ciidae wird nur eine als monophag, sechs als oligophag und ebenso sechs als polyphag eingestuft. Polyphage Arten benutzen als Wirte auch Pilze, die nur weitläufig miteinander verwandt sind. Die Wirtsauswahl ist bei polyphagen Schwammkäfern nicht (nur) durch den Verwandtschaftsgrad der Wirtspilze, sondern weitgehend durch die Eigenschaften des Fruchtkörpers (Härte, Dichte und Verzweigungsart des Myzels) bestimmt.
Bezüglich des Zeitpunktes der Besiedlung gibt es Arten, die den Wirt bereits zu einem frühen Zeitpunkt besiedeln, wenn die Sporenbildung noch nicht begonnen wurde. Andere Arten erscheinen erst später an den Pilzen, und die meisten erst, wenn der Pilz die Sporenbildung bereits abgeschlossen hat, teilweise oder völlig abgestorben ist und sich zurückbildet. So findet man beispielsweise in Amerika am Rötenden Blätterwirrling im Oktober bei beginnender Sporenbildung sehr häufig Cis fuscipes, dagegen im darauffolgenden März bei abklingender Sporenbildung Cis subtilis. Ennearthron cornutum besiedelt die Wirtspilze noch später, wenn die Fruchtkörper schon teilweise abgestorben sind. Manche Arten kommen nur in mehrjährigen Fruchtkörpern vor. Die Alterungsstadien der Pilze werden von verschiedenen Autoren verschieden definiert. Innerhalb aller Pilzfresser gehören die Schwammkäfer überwiegend zu den sekundären Pilzfressern (Besiedler von Fruchtkörpern mit weitgehend abgeschlossener Sporenbildung), wenige Arten zu den primären Pilzfressern.
Außerdem kann man die Arten noch danach unterscheiden, ob sie eher weiche oder eher harte Fruchtkörper bevorzugen, ob sie eher im Trama oder im Hymenophor des Fruchtkörpers oder im Pilzmycel im Holz leben, ob sie kurze oder lange Entwicklungszeiten zeigen.
Für die Gesamtheit der Insekten, die sich in den Fruchtkörpern von Pilzen entwickeln, gilt die Quantitäts-Hypothese. Sie besagt, dass die Insekten umso ausgeprägter polyphag sind, je weniger die Verfügbarkeit von Fruchtkörpern einer Wirtspilzart vorhersehbar ist. Die Fruchtkörper der meisten Pilze, insbesondere der Blätterpilze, sind relativ kurzlebig und ihr Auftreten eher sporadisch. In Einklang mit dieser Hypothese sind auch die meisten Mycetophagen, nämlich die sich auf kurzlebigen Fruchtkörpern entwickelnden Fliegen, insbesondere der Gattung Drosophila, polyphag. Darüber hinaus haben sie durch die Kurzlebigkeit der Pilze bedingt auch kurze Entwicklungszeiten.
Das Vorkommen der Baumschwämme in gemäßigten Klimaten ist jedoch relativ gut vorhersehbar. Es ist durch den Jahresrhythmus getaktet, ein verpilzter Baum bildet meist mehrere Jahre lang Fruchtkörper aus, in naturnahen Wäldern mit hohem Totholzanteil sind Baumschwämme häufig, die Fruchtkörper sind relativ langlebig und selbst nach dem Absterben weiterhin als Nahrungsquelle verfügbar, manche Baumschwämme sind sogar mehrjährig. Nach der Hypothese darf man unter den Schwammkäfern also hauptsächlich oligophage Arten erwarten, und dies ist zumindest für Europa und Nordamerika auch bestätigt. Darüber hinaus erlauben die langlebigen Fruchtkörper auch längere Entwicklungszeiten. Es treten jedoch weitere ökologische Zwänge auf. Die Käfer sind den Stoffwechselprodukten des Pilzes ausgesetzt, die sich zumindest teilweise als abschreckend, hemmend oder giftig erweisen können. Es ist deswegen nicht verwunderlich, dass die oligophagen Schwammkäferarten in der Regel ihre Wirte unter nah verwandten Pilzarten finden, bei denen auch ähnliche Stoffwechselprodukte und Abwehrmechanismen unterstellt werden können.
Unter der Annahme, dass solche Abwehrstoffe/Gifte sich hauptsächlich deswegen evolutorisch durchgesetzt haben, weil sie die Sporenbildung schützen, darf man annehmen, dass ihre Wirkung nach der Verbreitung der reifen Sporen und dem Absterben des Pilzes zumindest schwächer wird. Bei einer Spätbesiedlung des Pilzes ist der Käfer den Abwehrstoffen also nur in einer zumindest abgeschwächten Form ausgesetzt. Dies würde erklären, warum der überwiegende Teil der Schwammkäfer zu den Spätbesiedlern gehört. Insbesondere besiedeln die wenigen polyphagen Schwammkäferarten, beispielsweise Ennearthron cornutum in der Regel ihre Wirtspilze in einem besonders fortgeschrittenen Stadium der Rückbildung. Dadurch erschließen sie sich eine breiteres und somit stabileres Nahrungsangebot.
Die polyphagen Schwammkäferarten stehen in einem gewissen Widerspruch zur Quantitäts-Hypothese. Hanski zeigt jedoch, dass Polyphagie nicht nur durch zeitliche Umgehung der Wirksamkeit der Abwehrstoffe erreicht werden kann, sondern dass sich auch durch Kombination von Resistenzen gegen mehrere Pilzarten rasch eine Multiresistenz herausbilden kann. Dieser Mechanismus greift vermutlich bei den mycetophagen Fliegen.

### Kommentkämpfe
Der Einsatz der Sonderbildungen an Brust- und Kopfschild der Männchen mancher Arten bei Rivalenkämpfen wurde bei einigen Arten analysiert. Reaktionen der Weibchen bezüglich der Auswahl siegreicher Männchen oder Männchen mit imposanteren Skelettauswüchsen wurden nicht beobachtet. Es wurden auch keine Schädigungen festgestellt (Kommentkampf). Durch die Kämpfe verdrängte der geschicktere Kämpfer lediglich den Gegner.
Bei Ceracis cucullatus besitzt das Männchen auf Kopfschild und Brustschild breite, relativ kurze und vorn konkave Auswüchse. Bei Angriffen senkt das Männchen den Kopf. Dadurch werden die Auswüchse von Kopfschild und Brustschild so weit voneinander entfernt, dass sie den Hinterleib des Gegners wie ein horizontal geöffneter Schieber umfassen, um den Konkurrenten anhaltend von sich weg zu schieben. Kämpfe Kopf gegen Kopf werden bei dieser Art nur ausnahmsweise beobachtet und verlaufen wenig heftig und nicht einheitlich. Durch ruckartige Bewegungen heften die Angreifer ihre Gegner gelegentlich für Stunden an der Wand des Fraßgangs fest.
Im Formenkreis Cis taurus besitzen die Männchen auf dem Kopfschild zwei breit getrennte, nach vorn ausgerichtete Hörner, die eine Gabel bilden. Der Brustschild zeigt keine Besonderheiten. Die Angriffe sind darauf beschränkt, die Hörner unter den Gegner zu schieben und ihn mit einer Folge von ruckartigen Aufwärtsbewegungen des Kopfes auszuhebeln. Diese Bewegungen werden sowohl in Kopf-zu-Kopf-Stellungen als auch bei Angriffen auf den Hinterleib durchgeführt. Die Beinstellung wird dabei kaum gewechselt, nur Schaukelbewegungen vor und zurück durchgeführt.
Männchen aus dem Formenkreis von Ceracis furcifer besitzen (nur) am Kopfschild ein an der Spitze gegabeltes Horn, das gewöhnlich aufrecht getragen wird. Auch hier senkt der Angreifer den Kopf, wodurch die Spitze des Horns nach vorn zeigt. Bei Attacken auf die Seite des Gegners oder von hinten wird versucht, das Horn unter den Gegner zu bringen und mit einer Serie ruckartiger Stöße auf die Unterseite des Gegners diesen zur Flucht zu bewegen. Kopf-zu-Kopf-Kämpfe verlaufen gewöhnlich heftig, wobei sich die Männchen gegenseitig weg zu schieben versuchen.
Im Formenkreis Cis tricornis besitzen die Männchen ein zentrales Horn auf dem Kopfschild und zwei Fortsätze auf dem Halsschild, die eine nach vorn gerichtete Gabel bilden. Die Männchen senken beim Angriff ebenfalls den Kopf und versuchen den Gegner auf verschiedene Arten wegzuschieben. Mehr oder weniger zufällig führt dies zu einer Kopf-zu-Kopf-Stellung. In dieser Stellung versuchen die Kämpfer bei unveränderter Fußstellung den Gegner zu schubsen, weg zu drücken oder zu schlagen.

### Fortpflanzung
Neben den bereits erwähnten Massenansammlungen einiger Schwammkäferarten (Aggregation), die natürlich auch die Fortpflanzungsmöglichkeiten verbessern, wurde auch ein spezielles Anlocken der Weibchen beobachtet, das durch ein Pheromon, das die Männchen produzieren, bewirkt wird. Bei Xylographus contractus wurde beobachtet, dass die Männchen sich vor der Kopulation schon an der Oberfläche der Fruchtkörper aufhalten, während die Weibchen sich noch im Innern des Fruchtkörpers befinden. Die Männchen reiben den Hinterleib an der Oberfläche des Pilzes. Vermutlich wird dadurch die Verteilung des Lockstoffes bewirkt, der durch die Pore am ersten Hinterleibssegment austritt. Im Versuch wurde gezeigt, dass dieser Stoff die Weibchen anlockt, die Männchen aber nicht. Die Weibchen verlassen zur Kopulation den Pilz. Das Ausscheidungsorgan des Pheromons besteht bei Xylographus contractus in einer kleinen, behaarten Grube des ersten Abdominalsternits. Da viele Arten der Schwammkäfer ein ähnliches Organ besitzen, dürfte das Anlocken der Weibchen ein allgemeineres Phänomen sein.
Die Eiablage erfolgt gewöhnlich über einen langen Zeitraum, sodass sich die Generationen überlappen können. Soweit bekannt, werden die Eier einzeln oder zu zweit in eine Kammer, die die Weibchen neben den Fraßgängen anlegen, abgelegt und die Kammern anschließend mit Pilzmyzel verschlossen. Die Larven fressen sich von der Kammer durch noch intaktes Gewebe und verpuppen sich in einer Kammer am Ende des Fraßgangs nahe der Oberfläche.
Die Entwicklung dauert bei Cis nitidus bei Zimmertemperatur ungefähr vier Monate. Hadraule blaisdelli benötigt bei Zimmertemperatur etwas über zwei Monate zur Entwicklung vom Ei zum fertigen Käfer. In Mitteleuropa überwintern in der Regel sowohl Käfer als Larven. Frisch geschlüpfte Käfer der häufigsten Arten findet man vom Frühjahr bis zum Herbst. Die Entwicklungsstadien sind demnach in Mitteleuropa nicht an den Jahreszyklus gebunden.
Als Besonderheit gilt die Art Cis fuscipes, die sich fakultativ parthenogenetisch fortpflanzt. Die Entwicklung der unbefruchteten Eier dauert etwa 60 Tage und liefert nur Weibchen.

### Wirtschaftliche Bedeutung
Da die Schwammkäfer überwiegend zu den Spätbesiedlern gehören, ist sowohl ihre Rolle als Verbreiter von Sporen als auch als Vernichter von Sporen eher unbedeutend. Inwieweit die Käfer durch Schädigung der holzzersetzenden Pilze oder durch die Verbreitung dieser Arten den natürlichen Abbau von Totholz beeinflussen, dürfte kaum ins Gewicht fallen.
Die Käfer werden häufig durch Duftstoffe der Wirtspilze angelockt, einzelne Arten bis zu 1,5 km Entfernung. Einige Arten können, durch den Duft angelockt, an wirtschaftlich genutzten getrockneten Pilzen schädlich werden. Hagstrum zählt acht Arten der Schwammkäfer auf, die als Vorratsschädlinge auffällig wurden. Cis multidentatus wurde in Tofu gefunden.

## Verbreitung
Die Familie ist über alle Kontinente außer der Antarktis verbreitet und die Schwammkäfer kommen in allen tropischen bis gemäßigten Klimazonen vor.
Betrachtet man die Verbreitung der einzelnen Arten, so sind Arten mit kleinem Ausbreitungsgebiet eher selten, beispielsweise kommt Ennearthron abeillei nur in Südfrankreich und auf Korsika vor. Die meisten Arten haben ein großes Verbreitungsgebiet. Die 84 nordamerikanischen Arten sind überwiegend auf den Norden (en northern fauna), den Südwesten (en southwestern fauna) oder dem Südosten (en southeastern fauna) beschränkt, wobei die letzte Region noch in drei Unterregionen aufgeteilt werden kann. Man findet aber auch Arten, die in ganz Nordamerika (z. B. Octotemnus laevis) verbreitet sind. In Europa gibt es Arten mit südeuropäischer Verbreitung, Arten, die in den höheren Regionen von ganz Zentraleuropa vorkommen, und Arten, die auf ein anderes Teilgebiet Europas beschränkt sind. Aber es gibt auch Arten mit europäischer, paläarktischer oder gar holarktischer Verbreitung. Entsprechendes gilt auch für andere Kontinente.
Um Rückschlüsse auf die Ausbreitungsgeschichte ziehen zu können, wird auch die zoogeographische Verbreitung der Gattungen betrachtet. Auch bei den Gattungen schwankt die Größe ihres Verbreitungsgebietes enorm. Bezüglich kleiner Ausbreitungsgebiete bildet die Unterfamilie Sphindociinae, bestehend aus nur einer Art, einen Extremfall. Sie kommt nur in Teilen Kaliforniens vor. Die Gattung Apterocis findet man nur auf Hawaii. Cisarthron umfasst nur die Art Cisarthron laevicolle, welche auf Bosnien, Herzegowina und den Nahen Osten beschränkt. Die Gattung Cisdygma ist auf die Art Cisdygma clavicorne mit dem Verbreitungsgebiet Griechenland, Zypern und Naher Osten beschränkt. Die Arten der Gattung Diphyllocis findet man nur in Südeuropa. Die Gattung Wagaicis umfasst nur die Art Wagaicis wagae, die in Europa ohne Südeuropa mit diskontinuierlicher Ost-West Verbreitung vorkommt. Bei manchen Gattungen lässt der Name schon Rückschlüsse auf das Verbreitungsgebiet vor, so ist die Gattung Nipponapterocis auf Japan beschränkt und Atlantocis findet man nur auf den Kanaren und Madeira.
Ein Extrem bezüglich einer unerwartet weiten Verbreitung bildet die Gattung Strigocis, die mit derzeit nur fünf beschriebenen Arten in Europa, Nordamerika, Mexiko und Japan vorkommt. Von den noch nicht aufgeführten Gattungen, die auch in Europa präsent sind, ist die Gattung Cis und Orthocis nahezu weltweit verbreitet. Dolichocis Hadreule und Sulcacis sind holarktische Gattungen. Auch Ennearthron ist holarktisch verbreitet, eine Art kommt jedoch in Brasilien vor. Rhopalodontus und Octotemnus kommen nicht nur in der Holarktis, sondern auch in der Orientalen und in der Australischen Region vor, fehlen aber in Mittel- und Südamerika (Neotropische Region) und in Afrika südlich der Sahara (Äthiopische Region). Xylographus ist weltweit in den tropischen und subtropischen Zonen verbreitet. Insgesamt zeigt die Verteilung der Arten und Gattungen ein eher verwirrendes Bild und ist hier nur in Beispielen aufgezeigt.
Durch den Menschen bedingte Ausbreitung ist bei einigen Arten bekannt, beispielsweise das Einschleppen von Cis chinensis nach Europa, in die USA und nach Brasilien. Cis chinensis ist inzwischen nahezu kosmopolitisch verbreitet. Gut dokumentiert ist die Einführung von Cis bilamellatus. Die Art wurde aus Australien Mitte des neunzehnten Jahrhunderts in die Südostecke von Großbritannien verbracht, vermutlich in einem Herbarium. Bis 1960 hatte sie sich westlich bis Wales, südlich bis zur Isle of Wight und etwa 300 km nach Norden verbreitet. Cis fuscipes wurde aus Nordamerika nach Kuba, Hawaii, Madeira, Australien und Neuseeland eingeschleppt.

## Auswahl der europäischen Gattungen und Arten (alphabetisch)
- Atlantocis
- Cis
  - Cis boleti
- Cisarthron
- Cisdygma
- Diphyllocis
- Doliochocis
- Ennearthron
  - Ennearthron cornutum
- Hadreule
- Octotemnus
- Orthocis
- Rhopalodontus
- Strigocis
- Sulcacis
- Wagaicis
- Xylographus

Quelle: